# Let LF-109 Pionýr

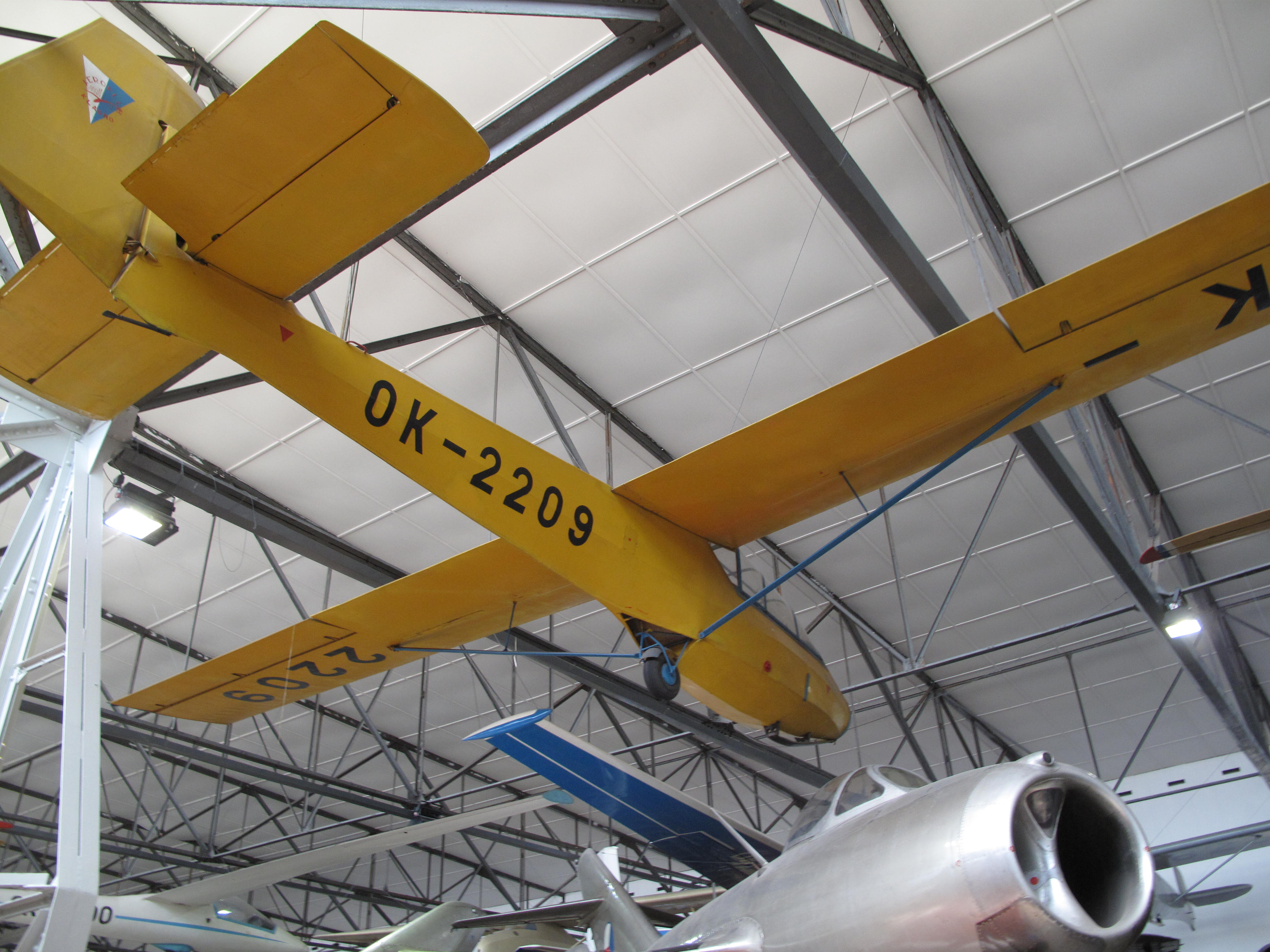
Let LF-109 Pionýr

De Let LF-109 Pionýr is een Tsjechoslowaaks dubbelzits leszweefvliegtuig gebouwd door Let. De LF-109 is ontworpen door Vladimír Stros. Het prototype van de pionýr, de XLF-109, vloog voor het eerst in maart 1950. De LF-109 heeft een romp uit metaal en vleugels en staart uit hout, die met doek overspannen zijn. Dit gaf de LF-109 goede vliegeigenschappen. In totaal werden er 470 stuks van dit toestel gebouwd, waaronder een gemodificeerde versie, geheel metaal, in licentie in de Sovjet-Unie, als KAI.12.

## Specificaties
- Bemanning: 2, de leerling en de instructeur
- Lengte: 7,77 m
- Spanwijdte: 13,47 m
- Hoogte: 1,64 m
- Vleugeloppervlak: 20,20 m2
- Leeggewicht: 235 kg
- Startgewicht: 440 kg
- Maximumsnelheid: 120 km/h
- Gemiddelde snelheid: 52 km/h
- Daalsnelheid: 1 m/s